# Asnières-lès-Dijon
Asnières-lès-Dijon é uma comuna francesa na região administrativa da Borgonha-Franco-Condado, no departamento de Côte-d'Or. Estende-se por uma área de 4,55 km². Em 2010 a comuna tinha 1 310 habitantes (densidade: 287,9 hab./km²).